# Fíntis de Esparta
Fíntis (ou Phyntis; 4º ou 3º século a.C.) foi uma filósofa pitagórica, que escreveu um trabalho sobre o comportamento correto das mulheres, dois fragmentos foram conservados por Estobeu.
Em um fragmento, ela diz que as mulheres gregas usavam maquiagem na face porque tinham uma vida sedentária, e precisavam de meios artificiais para restaurar o vermelho e o branco naturais.
Fíntis, filha de Calícrates, descreveu as cinco Virtudes de uma esposa:
1. pureza mental e de corpo;
2. evitar o excesso de ornamentos ao se vestir;
3. ficar em casa;
4. evitar, como as mulheres faziam, de celebrar os mistérios públicos;
5. piedade e temperança.